# Asfaltno jezero
Asfaltno jezero ili katranska jama nastaje kad podzemni bitumen izranja na površinu i time stvara veliko područje prirodnoga asfalta. To se događa zbog toga što lakši dijelovi materijala ispravaju dolaskom na površinu i tako ostane samo gusti asfalt.

### Značajna asfaltna jezera
Značajna asfaltna jezera su: Bingadinsko asfaltno jezero, asfaltna jezera u La Brei, asfaltna jezera u Carpinteriji, asfaltna jezera u McKittricku, jezero Pitch i jezero Bermudez.

### Paleontološki značaj
Životinje obično ne mogu pobjeći iz asfalta u koji upadnu; zbog toga su asfaltna mjesta izvrsna mjesta za iskopavanje kostiju prapovijesnih životinja. Asfaltna jezera mogu zarobljavati životinje jer asfalt koji izranja iz podzemlja može stvoriti toliko gustu bitumensku jamu da se čak ni mamuti mogu osloboditi iz nje, zbog čega umru od gladi, iscrpljenosti od pokušaja bijega ili izloženosti sunčevoj svjetlosti. Više od milijun fosila pronađeno je u asfaltnim jezerima diljem svijeta.

### Živi organizmi
Žive bakterije pronađene su u asfaltnim jezerima u La Brei. Ti organizmi vrsta su prethodno otkrivenih bakterija. Uspjeli su preživjeti i razvijati se u sredini s malo vode i skoro nikakve količine kisika. Znanstvenici su počeli tragati za bakterijama kad su primijetili da iz asfaltnih jezera izlaze mjehurići metana.
U mikrolitrama vode iz jezera Pitch na Trinidadu pronađeni su ostali mikroorganizmi, među kojima su bile bakterije iz reda Burkholderiales i Enterobakterija.
Helaeomyia petrolei, petrolejska mušica, veći dio života kao ličinka provodi u asfaltnim jezerima.